# Máj (film)
Máj je český film F. A. Brabce natočený v roce 2008 na motivy stejnojmenné básně Karla Hynka Máchy. Jde o kombinaci úryvků z původní Máchovy básně, kterou zde recituje kat a vypravěč v jedné osobě, hraného příběhu nešťastného milostného trojúhelníku otce (Hynka), syna (Víléma) a dívky Jarmily (všichni hrdinové kvůli lásce zemřou násilnou smrtí) a filmové hudby české hudební skupiny Support Lesbiens.

## Obsazení
| Jan Tříska         | kat (vypravěč příběhu Máje) |
| Juraj Kukura       | Schiffner                   |
| Matěj Stropnický   | Vilém                       |
| Sandra Lehnertová  | Jarmila                     |
| Nina Divíšková     | Tietzeová                   |
| Kryštof Hádek      | Valdemar                    |
| Vladimír Javorský  | kněz                        |
| Bronislav Poloczek | Hindl                       |
| Jan Přeučil        | Kamp                        |
| Filip Menzel       | Varhaník                    |
| Iveta Jiříčková    | loupežnice                  |

## Hudba
Hudbu k celému filmu složila česká hudební skupina Support Lesbiens.